# Duiken in ondiep water
Duiken in ondiep water is een extreme sport, waarbij men probeert van een zo groot mogelijke hoogte in zo ondiep mogelijk water te duiken zonder letsel op te lopen. Het wordt geassocieerd met rondreizende circussen.

## Techniek
Men probeert het water zo horizontaal mogelijk te raken op een manier die lijkt op de belly flop. Dit verspreidt de impact over het grootst mogelijke oppervlak en zorgt voor de beste afremming, zodat men de bodem (van de container waar het water in zit) zo traag mogelijk raakt.

## Wereldrecord
- Darren Taylor ("Professor Splash") dook met succes van 11,52 meter in een kinderbadje met een diepte van 30 cm waarmee hij zijn record voor een opeenvolgende 20e keer verbrak.[2]
- Roy Fransen dook succesvol van 33,5 meter hoogte in 2,4 meter diep water.
- Professor Powsey dook succesvol van 24 meter hoogte in 1,2 meter diep water.